# لوسي ألان (منتجة تلفزيونية)
لوسي ألان (بالإنجليزية: Lucy Allan)‏ هي منتجة تلفزيونية بريطانية، ولدت في 30 سبتمبر 1978 في ليفربول في المملكة المتحدة.

## وصلات خارجية
- لوسي ألان على موقع IMDb (الإنجليزية)